# Brooke D'Orsay
Brooke D'Orsay (Toronto, Ontario; 17 de febrero de 1982) es una actriz canadiense, conocida por interpretar el personaje de Caitlin Cooke en la serie animada Locos dieciséis (2004-2010) y a Brooke Mayo en la película King's Ransom (2005).
Para el público estadounidense, es conocida por su papel como Paige Collins-Lawson en Royal Pains y como Kate en Two and a Half Men. Interpretó a Deb en la serie original de Lifetime, Drop Dead Diva y a Paulina Von Eckberg en la película original de Nickelodeon, The Boy Who Cried Werewolf. Desde 2017, D'Orsay se ha hecho conocida por sus actuaciones en las películas para televisión navideñas de Hallmark Channel. También apareció en la película de 2012 How to Fall in Love donde interpretó a Anni, una mesera de mediana edad / planificadora de eventos en quiebra que ayuda a una amiga de la escuela secundaria como 'entrenadora de citas' y se enamora en el proceso.

## Primeros años
D'Orsay nació el 17 de febrero de 1982 en Toronto, Ontario. Su apellido es de origen francés hugonote.

## Carrera
Su primer papel actoral importante fue en 2001, interpretando a Jennifer Kruz en la película Why Can't I Be a Movie Star?. D'Orsay siguió con varios papeles en televisión: Ellen en Doc, Justine en Soul Food y Felicity Fury en cuatro episodios de Ace Lightning.
D'Orsay prestó su voz a Caitlin Cooke en la serie animada Locos dieciséis. Apareció en The Big Bang Theory como Christy y en How I Met Your Mother como Margaret. D'Orsay era la "Chica Nestea" en el comercial de larga duración de Nestea Plunge. Tuvo un papel principal en la serie Gary Unmarried como Sasha, la jefa de la cadena de radio deportiva.
También interpretó a Deb Dobkins en la serie de Lifetime, Drop Dead Diva y formó parte del elenco principal de la serie Royal Pains de USA Network como Paige Collins. En 2010, protagonizó la película original de Nickelodeon, The Boy Who Cried Werewolf en el papel de Paulina Von Eckberg e interpretó a Kate, la novia de Walden Schmidt, en la serie Two and a Half Men entre 2012 y 2014.

## Filmografía

### Cine
| Cine | Cine                              | Cine           | Cine         |
| Año  | Título                            | Rol            | Notas        |
| ---- | --------------------------------- | -------------- | ------------ |
| 2001 | Why Can't I Be a Movie Star?      | Jennifer Kruz  |              |
| 2002 | Truths of Insanity                | Chica          | Cortometraje |
| 2002 | 19 Months                         | Sandy          |              |
| 2002 | Fortune's Sweet Kiss              | Cassandra      |              |
| 2003 | Home Security                     | Lisa           | Cortometraje |
| 2003 | The Republic of Love              | Madre #3       |              |
| 2004 | The Skulls III                    | Veronica Bell  | Video        |
| 2004 | Harold & Kumar Go to White Castle | Clarissa       |              |
| 2005 | King's Ransom                     | Brooke Mayo    |              |
| 2006 | Room 10                           | Jessica        | Cortometraje |
| 2006 | It's a Boy Girl Thing             | Breanna Bailey |              |

### Televisión
| Televisión     | Televisión                                     | Televisión                     | Televisión                                   |
| Año            | Título                                         | Rol                            | Notas                                        |
| -------------- | ---------------------------------------------- | ------------------------------ | -------------------------------------------- |
| 2002           | Doc                                            | Ellen                          | Episodio: «All in the Family»                |
| 2002           | Soul Food                                      | Justine                        | Episodio: «Lovers and Other Strangers»       |
| 2002           | Everybody's Doing It                           | Caroline                       | Película para televisión (MTV)               |
| 2003           | My Life as a Movie                             | Brenda Dellacasa               | Película para televisión                     |
| Beautiful Girl | Eve Kindley                                    | Película para televisión (ABC) |                                              |
| Wild Card      | Heather Robbins                                | Episodio: «Bullet Proof»       |                                              |
| 2004           | Then Comes Marriage                            | Jenna                          | Película para televisión (The WB)            |
| 2004           | Ace Lightning                                  | Felicity Fury                  | Papel recurrente (4 episodios)               |
| 2004           | Medical Investigation                          | Melissa Getemer                | Episodio: «Team»                             |
| 2004–10        | Locos dieciséis                                | Caitlin Cooke (voz)            | Papel principal (93 episodios)               |
| 2005           | Life on a Stick                                | Nancy                          | Episodio: «Breaking Away»                    |
| 2005           | Braceface                                      | Claire (voz)                   | Episodios: «Clean Slate», «All About Sharon» |
| 2005           | Corner Gas                                     | Carol                          | Episodio: «The Littlest Yarbo»               |
| 2006–08        | Happy Hour                                     | Heather Hanson                 | Papel principal (14 episodios)               |
| 2007           | Wildlife                                       |                                | Película para televisión (NBC)               |
| 2007           | Two and a Half Men                             | Robin                          | Episodio: «Young People Have Phlegm Too»     |
| 2007           | The Big Bang Theory                            | Christy                        | Episodio: «The Dumpling Paradox»             |
| 2008           | Five Year Plan                                 | Darcie                         | Película para televisión (NBC)               |
| 2009           | Single White Millionaire                       | Angela Becker                  | Película para televisión (CBS)               |
| 2009           | Psych                                          | April MacArthur                | Episodio: «Six Feet Under the Sea»           |
| 2009           | How I Met Your Mother                          | Margaret                       | Episodio: «The Stinsons»                     |
| 2009–10        | Gary Unmarried                                 | Sasha                          | Papel principal (17 episodios)               |
| 2009–11        | Drop Dead Diva                                 | Deb Dobkins                    | Papel recurrente (9 episodios)               |
| 2010           | The Boy Who Cried Werewolf                     | Paulina Von Eckberg            | Película para televisión (Nickelodeon)       |
| 2010–16        | Royal Pains                                    | Paige Collins                  | Papel principal (55 episodios)               |
| 2011           | Smothered                                      | Gillian                        | Película para televisión (ABC)               |
| 2012           | How to Fall in Love                            | Annie Hayes                    | Película para televisión (Hallmark)          |
| 2012–14        | Two and a Half Men                             | Kate                           | Papel recurrente (7 episodios)               |
| 2014           | June in January                                | June Fraser                    | Película para televisión (Hallmark)          |
| 2017           | Miss Christmas                                 | Holly Khun                     | Película para televisión (Hallmark)          |
| 2017           | 9JKL                                           | Natalie                        | Episodio: «Lovers Getaway»                   |
| 2018           | Christmas In Love                              | Ellie Hartman                  | Película para televisión (Hallmark)          |
| 2019           | Nostalgic Christmas                            | Anne Garrison                  | Película para televisión (Hallmark)          |
| 2020           | Grace and Frankie                              | Chelsea                        | Episodio: «The Funky Walnut»                 |
| 2020           | A Godwink Christmas: Second Chance, First Love | Margie Southworth              | Película para televisión (Hallmark)          |
| 2021           | Beverly Hills Wedding                          | Molly Machardy                 | Película para televisión (Hallmark)          |